# Florin Tița
Florin Tița es un deportista rumano que compite en lucha grecorromana. Ganó una medalla de plata en el Campeonato Europeo de Lucha de 2019, en la categoría de 55 kg.

## Palmarés internacional
| Campeonato Europeo | Campeonato Europeo | Campeonato Europeo | Campeonato Europeo |
| Año                | Lugar              | Medalla            | Categoría          |
| ------------------ | ------------------ | ------------------ | ------------------ |
| 2019               | Bucarest (Rumania) | Medalla de plata   | 55 kg              |